# Guy Sagiv
Guy Sagiv (גיא שגיב; Namur, 5 dicembre 1994) è un ex ciclista su strada israeliano.
Attivo in formazioni UCI dal 2015 al 2024, ha partecipato alle edizioni 2018 e 2020 del Giro d'Italia, portandole a termine.

## Palmares
- 2015 (una vittoria)

Campionati israeliani, Prova in linea
- 2016 (Cycling Academy Team, una vittoria)

Campionati israeliani, Prova in linea
- 2017 (Israel Cycling Academy, una vittoria)

Campionati israeliani, Prova a cronometro
- 2019 (Israel Cycling Academy, una vittoria)

Campionati israeliani, Prova in linea
- 2020 (Israel Start-Up Nation, una vittoria)

Campionati israeliani, Prova a cronometro

### Altri successi
- 2004 (Israel Start-Up Nation)

Salma Habka Gravel Criterium

## Piazzamenti

### Grandi Giri
- Giro d'Italia

2018: 141º
2020: 132º

### Classiche monumento
- Milano-Sanremo

2018: 137º
2019: 135º
2021: 144º
- Liegi-Bastogne-Liegi

2021: ritirato

### Competizioni mondiali
- Campionati del mondo su strada

Valkenburg 2012 - In linea Juniores: ritirato
Doha 2016 - Cronosquadre: 12º
Doha 2016 - In linea Under-23: ritirato
Wollongong 2022 - In linea Elite: ritirato

### Competizioni europee
- Campionati europei

Tartu 2015 - In linea Under-23: ritirato
Plumelec 2016 - In linea Under-23: 80°
Trento 2021 - In linea Elite: ritirato
Drenthe 2023 - In linea Elite: ritirato
Limburgo 2024 - In linea Elite: ritirato